# Józef Skumin Tyszkiewicz
Józef Skumin Tyszkiewicz herbu Leliwa (ur. 1716 – zm. 20 grudnia 1790) – wojewoda smoleński 1775–1790, kasztelan mścisławski 1761–1775, ciwun wileński do 1761 roku, dyrektor wileńskiego sejmiku deputackiego 1753 i 1754 roku, sejmiku przedsejmowego 1754 roku.
3 sierpnia 1762 odznaczony Orderem Orła Białego. Z małżeństwa z Anną Pociej miał dwóch synów: Ludwika i Aleksandra